# D'Arrest (cràter)
D'Arrest és un cràter d'impacte de la Lluna que es troba a la regió inundada de lava situada a l'oest de la Mare Tranquillitatis, al sud-est del cràter Agrippa i al nord-oest de Delambre. Just al nord-est apareixen els petits cràters, en forma de bol De Morgan i Cayley.

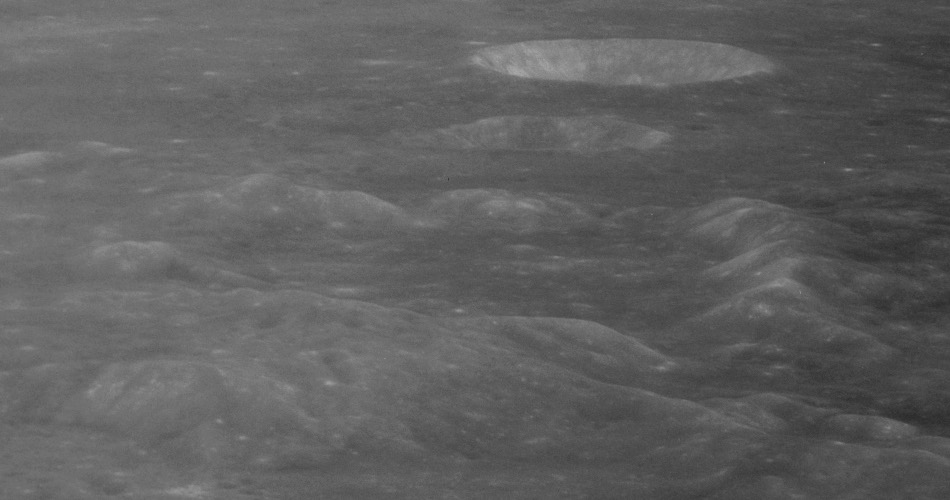
Vista obliqua des de l'Apollo 12
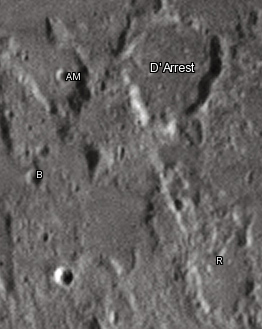
Cràters satèl·lit

La vora exterior de D'Arrest es trenca a diversos llocs, amb un tall profund a l'extrem sud i una gran sector al costat nord-est on només una cresta baixa roman al lloc de la muralla original. L'interior s'ha reconstituït pels fluxos de lava, deixant un terra gairebé pla, sense trets distintius. En conseqüència, la vora de la vora, baixa i desgastada, només presenta algunes crestes rellevants que el connecten amb el sud i el sud-oest.

## Cràters satèl·lit
Per convenció aquests elements són identificats en els mapes lunars posant la lletra en el costat del punt central del cràter que està més proper a D'Arrest.
| D'Arrest | Coordenades                        | Diàmetre |
| -------- | ---------------------------------- | -------- |
| A        | 1° 54′ N, 13° 42′ E / 1.9°N,13.7°E | 4 km     |
| B        | 1° 00′ N, 13° 36′ E / 1.0°N,13.6°E | 5 km     |
| M        | 1° 54′ N, 13° 36′ E / 1.9°N,13.6°E | 23 km    |
| R        | 0° 30′ N, 15° 36′ E / 0.5°N,15.6°E | 19 km    |